# Grupa ilorazowa
Grupa ilorazowa – zbiór warstw danej grupy względem jej pewnej podgrupy normalnej, tj. szczególny podział grupy (na niepuste podzbiory) uwzględniający jej strukturę, który sam tworzy grupę z naturalnie określonym działaniem pochodzącym od grupy wyjściowej. Z teoriomnogościowego punktu widzenia jest to zbiór ilorazowy, w którym wprowadzono zgodne z działaniem w grupie działanie na klasach relacji równoważności wyznaczającej wspomniany podział.
W przypadku grup w zapisie addytywnym powinno mówić się formalnie o „grupach różnicowych”, zamiast bardziej adekwatnych w zapisie multiplikatywnym „grupach ilorazowych”, co czynili klasyczni badacze teorii grup, np. Zariski i Samuel, czy Jacobson; współcześnie stosuje się wyłącznie nazewnictwo i notację multiplikatywną – nawet w przypadku grup w zapisie addytywnym, zob. Lang, czy Fuchs. W artykule utrzymano współcześnie stosowaną konwencję.

## Motywacja
Konstrukcja grupy ilorazowej ma na celu uogólnienie arytmetyki modularnej grupy addytywnej {\displaystyle \mathbb {Z} _{n},} w której działania pochodzą z grupy addytywnej liczb całkowitych {\displaystyle \mathbb {Z} ,} na dowolną grupę (zob. Przykłady). Dla danych grupy {\displaystyle G} i jej dowolnej podgrupy {\displaystyle H} należy więc wprowadzić takie działanie dwuargumentowe na zbiorze warstw grupy {\displaystyle G} względem {\displaystyle H,} które byłoby odzwierciedleniem działania w grupie {\displaystyle G} i uczyniłoby ze zbioru warstw grupę. Natychmiast pojawiają się dwa problemy:
- Po pierwsze istnieją zbiory warstw lewostronnych i prawostronnych grupy {\displaystyle G} względem {\displaystyle H;} jeżeli {\displaystyle G} jest przemienna, to zbiory te są równe, jednakże w ogólności mogą się one istotnie od siebie różnić (zob. przykład). W którym z nich wprowadzić strukturę grupy? Może oba te zbiory można przekształcić w grupy? Jeśli tak, to jaka zachodzi między nimi relacja? Jeśli nie, to dlaczego jest to niemożliwe?
- Druga kwestia dotyczy samego działania. Zasadniczym problemem wprowadzania działania na zbiorze {\displaystyle \mathbb {Z} _{n}} jest to, czy dodawanie elementów tego zbioru jest dobrze określone; wtedy sprawdzenie, że {\displaystyle \mathbb {Z} _{n}} jest grupą nie przedstawia większych problemów. Podobnie ma się rzecz z grupą ilorazową.

Okazuje się, że postawione zagadnienia są ze sobą blisko powiązane i dlatego odpowiedzi na nie zostaną przedstawione równocześnie.

## Wprowadzenie
Niech {\displaystyle G} będzie grupą, a {\displaystyle H} będzie jej dowolną podgrupą, zaś {\displaystyle G/H=\{aH\colon a\in G\}} oznacza zbiór warstw lewostronnych grupy {\displaystyle G} względem {\displaystyle H,} czyli podzbiorów postaci {\displaystyle aH=\{ah\colon h\in H\}} dla {\displaystyle a\in G.} Najbardziej naturalnym kandydatem na działanie w {\displaystyle G/H} jest wybór elementów zgodnie ze wzorem
{\displaystyle aH\cdot bH=abH\quad {\text{ dla wszystkich }}\quad a,b\in G.}
Należy jednak najpierw sprawdzić, iż tak zadane działanie jest dobrze określone na {\displaystyle G/H,} gdyż powyższy wzór wskazujący iloczyn {\displaystyle abH} wykorzystuje do tego elementy {\displaystyle a,b\in G,} które mogą być przecież wybrane na wiele sposobów. Powyższa reguła mówi w istocie, że aby obliczyć iloczyn elementów {\displaystyle X,Y\in G/H,} należy najpierw wziąć {\displaystyle a\in G,} dla którego {\displaystyle aH=X,} następnie wziąć {\displaystyle b\in G,} dla którego {\displaystyle bH=Y,} po czym obliczyć iloczyn {\displaystyle ab} w grupie {\displaystyle G} i wreszcie wybrać warstwę {\displaystyle abH\in G/H} odpowiadającą iloczynowi {\displaystyle ab,} która ma być iloczynem {\displaystyle X\cdot Y.} Dlatego należy się upewnić, że w wyniku zastosowania tej procedury dla danych dwóch warstw lewostronnych otrzymuje się zawsze tę samą warstwę lewostronną; nawet wtedy, gdy wybrano inne elementy z warstw lewostronnych {\displaystyle X,Y} do ich reprezentowania. Problem ten można podsumować następująco: czy wspomnianym warstwom lewostronnym przyporządkowuje się zawsze ten sam iloczyn niezależnie od sposobu ich identyfikacji (tzw. funkcyjność) i czy sam jest on warstwą lewostronną (tzw. zamkniętość), tj. czy tak zdefiniowane mnożenie jest działaniem wewnętrznym?
Powyższy wzór daje dobrze określone działanie wtedy i tylko wtedy, gdy dla wszystkich {\displaystyle a,a_{1},b,b_{1}\in G} i {\displaystyle h,h_{1}\in H} zachodzi implikacja postaci: {\displaystyle aH=a_{1}H} oraz {\displaystyle bH=b_{1}H} pociągają {\displaystyle abH=a_{1}b_{1}H,} co korzystając z własności warstw można zapisać w równoważnej postaci: {\displaystyle a_{1}=ah} oraz {\displaystyle b_{1}=bh_{1}} pociąga {\displaystyle a_{1}b_{1}\in abH,} co po podstawieniu upraszcza się do {\displaystyle ahbh_{1}\in abH,} przy czym (korzystając raz jeszcze z własności warstw) można zapisać to jako {\displaystyle hb\in bH,} czy też {\displaystyle Hb\subseteq bH} dla każdego {\displaystyle b\in G}. Ostatni wzór jest jedną z charakteryzacji podgrupy {\displaystyle H} jako podgrupy normalnej w {\displaystyle G,} dlatego też działanie mnożenia warstw lewostronnych grupy {\displaystyle G} względem podgrupy {\displaystyle H} jest dobrze określone wtedy i tylko wtedy, gdy podgrupa {\displaystyle H} jest normalna.
Wspomniany warunek normalności jest równoważny innemu, mianowicie {\displaystyle aH=Ha} dla każdego {\displaystyle a\in G;} oznacza on, że każda warstwa lewostronna jest równocześnie warstwą prawostronną {\displaystyle G} względem {\displaystyle H;} innymi słowy zbiory warstw lewo- i prawostronnych grupy {\displaystyle G} względem {\displaystyle H} są równe wtedy i tylko wtedy, gdy {\displaystyle H} jest normalna w {\displaystyle G} – daje to odpowiedź na oba z postawionych w poprzedniej sekcji pytań: nie ma potrzeby przejmować się rozróżnianiem tych zbiorów wtedy (i tylko wtedy), gdy działanie jest dobrze określone (w związku z tym działanie {\displaystyle Ha\cdot Hb=Hab} na warstwach prawostronnych również jest dobrze określone: w istocie działania te są wtedy identyczne).

## Konstrukcje
Powyższe rozważania prowadzą wprost do konstrukcji wprowadzającej mnożenie warstw opisanej w kolejnej sekcji, bardziej naturalną konstrukcję opisano w sekcji Iloczyn kompleksowy, zaś najogólniejszą z nich opisano w sekcji Kongruencja.

### Mnożenie warstw
Niech {\displaystyle N} będzie podgrupą normalną w grupie {\displaystyle G.} Zbiór {\displaystyle G/N} z działaniem mnożenia warstw określonym wzorem
{\displaystyle aN\cdot bN=abN\quad {\text{ dla dowolnych }}\quad aN,bN\in G/N}
tworzy grupę:
- niezależność i wewnętrzność: zgodnie z powyższym rozumowaniem działanie jest dobrze określone, a iloczyn dwóch warstw lewostronnych również jest warstwą lewostronną;
- łączność: dla dowolnych {\displaystyle aN,bN,cN\in G/N} zachodzi {\displaystyle aN\cdot (bN\cdot cN)=aN\cdot bcN=abcN=abN\cdot cN=(aN\cdot bN)\cdot cN} na mocy łączności {\displaystyle a(bc)=(ab)c=abc} elementów {\displaystyle a,b,c\in G;}
- element neutralny: warstwa {\displaystyle N=eN\in G/N} jest lewostronnym elementem neutralnym, gdzie {\displaystyle e\in G} jest lewostronnym elementem neutralnym grupy, ponieważ {\displaystyle eN\cdot aN=eaN=aN} dla wszystkich {\displaystyle aN\in G/N;}
- element odwrotny: każda warstwa lewostronna {\displaystyle aN\in G/N} ma element odwrotny lewostronnie w postaci warstwy lewostronnej {\displaystyle a^{-1}N,} gdyż {\displaystyle a^{-1}N\cdot aN=a^{-1}aN=eN=N} jest elementem neutralnym.

Grupę tę nazywa się grupą ilorazową lub krótko ilorazem {\displaystyle G} przez {\displaystyle N} i oznacza zwykle tak jak zbiór warstw, zazwyczaj {\displaystyle G/N.}

### Iloczyn kompleksowy
Mnożenie warstw polegające na wyborze reprezentantów jest sztuczne: dużo naturalniejszym podejściem byłoby traktowanie wszystkich elementów warstw w jednakowy sposób, nie zaś wyróżnianie jednego z nich, a następnie wykazywanie, że nie jest to niesprawiedliwością w stosunku do pozostałych. Z tego powodu wprowadza się naturalnie określone działanie na dowolnych niepustych podzbiorach danej grupy nazywanych kompleksami, które w przypadku warstw (będących kompleksami) pokrywa się z opisanym wyżej mnożeniem warstw.
Jeżeli {\displaystyle X,Y} są kompleksami (tzn. niepustymi podzbiorami) grupy {\displaystyle G,} to ich iloczynem nazywa się zbiór {\displaystyle XY=\{xy\colon x\in X,\,y\in Y\};} dla warstw stosuje się notację {\displaystyle aH:=\{a\}H} oraz {\displaystyle Ha:=H\{a\},} gdzie {\displaystyle a\in G,} zaś {\displaystyle H} jest podgrupą w {\displaystyle G.} Iloczyn kompleksowy warstw lewostronnych grupy {\displaystyle G} względem podgrupy {\displaystyle H} jest warstwą lewostronną wtedy i tylko wtedy, gdy podgrupa {\displaystyle H} jest normalna. Otóż iloczynem {\displaystyle aH} oraz {\displaystyle bH} dla {\displaystyle a,b\in G} jest zbiór {\displaystyle aHbH=\{ahbh_{1}\in G\colon h,h_{1}\in H\},} przy czym {\displaystyle ab=aebe\in aHbH.} Zatem {\displaystyle aHbH} jest warstwą lewostronną grupy {\displaystyle G} względem {\displaystyle H} wtedy i tylko wtedy, gdy jest warstwą lewostronną {\displaystyle G} względem {\displaystyle H} zawierającą {\displaystyle ab,} tzn. {\displaystyle H} jest warstwą lewostronną {\displaystyle G} względem {\displaystyle H} wtedy i tylko wtedy, gdy {\displaystyle aHbH=abH.} Wystarczy więc wykazać, że {\displaystyle aHbH=abH} dla wszystkich {\displaystyle a,b\in G} zachodzi wtedy i tylko wtedy, gdy {\displaystyle H} jest normalna w {\displaystyle G}.
Porównując działania mnożenia warstw grupy {\displaystyle G} względem podgrupy {\displaystyle H} oraz ich iloczyn kompleksowy można zauważyć, że mnożenie dwóch warstw lewostronnych jest zawsze warstwą lewostronną, o ile działanie to jest dobrze określone, co ma miejsce wtedy i tylko wtedy, gdy {\displaystyle H} jest normalna w {\displaystyle G;} z drugiej zaś strony iloczyn kompleksowy dwóch warstw jest zawsze dobrze określonym kompleksem, który jest warstwą lewostronną wtedy i tylko wtedy, gdy warstwy wyznaczane są przez podgrupę normalną: związek {\displaystyle aHbH=abH} w powyższym rozumowaniu dowodzi, że działania te są identyczne pod warunkiem normalności podgrupy {\displaystyle H} w grupie {\displaystyle G.}

### Kongruencja
Z szerszego punktu widzenia przejście od relacji równoważności do warstw jest wygodnym (ze względu na algebraiczną charakteryzację klas równoważności), ale nieco ograniczającym (z uwagi na zawężoną stosowalność tego podejścia) krokiem: w przypadku algebr ogólnych nie można wyróżnić podalgebry będącej odpowiednikiem podgrupy normalnej, która wskazywałaby relację równoważności zachowującą daną strukturę algebraiczną – jedynym właściwym rozwiązaniem jest pozostanie przy relacjach równoważności i zagwarantowanie w algebrze ilorazowej dobrego określenia (niezależności od wyboru reprezentantów) działań pochodzących z algebry wyjściowej.
Na relację równoważności {\displaystyle \sim } określoną na {\displaystyle G,} w której {\displaystyle a\sim b} wtedy i tylko wtedy, gdy {\displaystyle aH=bH,} można patrzeć jako na podzbiór {\displaystyle \Phi \subseteq G\times G.} Wówczas {\displaystyle (a,b)\in \Phi } wtedy i tylko wtedy, gdy {\displaystyle a\sim b} – relację tę nazywa się kongruencją (lewostronną). Przedstawione dalej obserwacje są powtórzeniem rozumowań dotyczących mnożenia warstw, ich związku z relacjami równoważności i roli podgrup normalnych (zob. warstwa: Własności, Wprowadzenie) w języku kongruencji. W zbiorze {\displaystyle G\times G} istnieje naturalna struktura grupy odziedziczona z grupy {\displaystyle G} (w postaci iloczynu prostego), a ponieważ {\displaystyle \Phi } jest podzbiorem {\displaystyle G\times G,} to ma sens pytanie, czy i kiedy {\displaystyle \Phi } tworzy grupę w {\displaystyle G\times G} (zob. lemat Goursata). Sytuacja ta miejsce wtedy i tylko wtedy, gdy {\displaystyle H} jest normalna w {\displaystyle G}; wynika stąd, że mnożenie na zbiorze ilorazowym {\displaystyle G/\sim } grupy {\displaystyle G} przez relację równoważności {\displaystyle \sim } na tej grupie zdefiniowane wzorem {\displaystyle [a][b]=[ab]} jest dobrze określone wtedy i tylko wtedy, gdy {\displaystyle \Phi } jest podgrupą w {\displaystyle G\times G}; co więcej, wszystkie tego rodzaju równoważności wyznaczane są przez podgrupy normalne: jeżeli {\displaystyle \sim } jest relacją równoważności na {\displaystyle G,} której odpowiada zbiór {\displaystyle \Phi \subseteq G\times G,} zaś {\displaystyle H=\{g\in G\colon g\sim e\},} to podgrupa {\displaystyle H} jest normalna w {\displaystyle G} oraz {\displaystyle a\sim b} wtedy i tylko wtedy, gdy {\displaystyle aH=bH}.
Ogólnie relację równoważności {\displaystyle \sim } na algebrze ogólnej {\displaystyle A} dla której {\displaystyle \Phi } jest podalgebrą {\displaystyle A\times A} nazywa kongruencją. W przypadku grup i pierścieni można odejść od kongruencji {\displaystyle \sim } na rzecz badania indukującej jej podgrupy normalnej {\displaystyle H} o powyższej postaci. Przystawanie utożsamia ze sobą pewne elementy, jednakże w przypadku grup zamiast utożsamiać element {\displaystyle a} z elementem {\displaystyle b} można dokonać utożsamienia {\displaystyle a^{-1}b} z elementem neutralnym: podgrupa normalna jest właśnie zbiorem elementów równoważnych elementowi neutralnemu, co tłumaczy intuicję grupy ilorazowej jako grupy {\displaystyle G,} w której dokonano utożsamiania jej elementów z elementem neutralnym. W ogólniejszych strukturach (takich jak półgrupy) nie ma możliwości przedstawienia dowolnego elementu neutralnego w analogicznej postaci, dlatego należy śledzić obie strony odpowiedniej równości (zob. ekwalizator i koekwalizator).
W przypadku grup efektywniejsze operowanie warstwami grupy względem podgrupy (pozostającymi we wzajemnej odpowiedniości z klasami odpowiadających im relacji równoważności, zob. warstwa: Własności), a warunkiem dobrej określoności jest normalność wspomnianej podgrupy (jak pokazano to we Wprowadzeniu); analogiczna sytuacja ma miejsce dla pierścieni, a przez to również modułów, czy przestrzeni liniowych (zob. Uogólnienia).

## Własności
Grupa {\displaystyle G/N} nie jest podgrupą w {\displaystyle G,} gdyż jej elementami są niepuste podzbiory (kompleksy) grupy {\displaystyle G,} a nie jej elementy; nie mniej zawsze istnieje w {\displaystyle G} podgrupa o strukturze identycznej z {\displaystyle G/N} (zob. dalej). Ponieważ działanie w {\displaystyle G/N} pochodzi od działania w {\displaystyle G,} to grupy ilorazowe dziedziczą niektóre z własności grup bazowych: cykliczność, przemienność, nilpotentność, rozwiązalność oraz skończone generowanie (twierdzenia odwrotne nie muszą zachodzić). Ponadto rząd grupy ilorazowej {\displaystyle G} przez {\displaystyle N} jest równy z definicji indeksowi {\displaystyle N} w {\displaystyle G,} tzn. {\displaystyle |G/N|=[G:N],} a więc {\displaystyle |G/N|\cdot |N|=|G|} (również dla liczb kardynalnych) na mocy twierdzenia Lagrange’a. Jeżeli {\displaystyle G} jest skończona, to w szczególności {\displaystyle |G/N|=|G|/|N|.}
Każda grupa jest izomorficzna z grupą ilorazową pewnej grupy wolnej.

### Rozkład
Jeśli {\displaystyle N} jest podgrupą normalną w {\displaystyle G,} to przekształcenie {\displaystyle \pi \colon G\to G/N} dane wzorem {\displaystyle \pi (g)=gN} jest homomorfizmem, a nawet epimorfizmem, nazywanym kanonicznym lub naturalnym o jądrze {\displaystyle N.}
Twierdzenie o homomorfizmie
Niech {\displaystyle \varphi \colon G\to G'} będzie homomorfizmem grup, a {\displaystyle N} będzie podgrupą w {\displaystyle \ker \varphi .} Wówczas istnieje jeden i tylko jeden homomorfizm {\displaystyle {\tilde {\varphi }}\colon G/N\to G'} spełniający
{\displaystyle {\tilde {\varphi }}\circ \pi =\varphi ,}
który dany jest wzorem {\displaystyle {\tilde {\varphi }}(gN)=\varphi (g)} dla {\displaystyle g\in G.}
Wynika stąd, iż obraz {\displaystyle \varphi } ma tę samą strukturę, co grupa ilorazowa {\displaystyle G} przez jądro {\displaystyle \varphi ;} mianowicie zachodzi.
Twierdzenie o izomorfizmie
Niech {\displaystyle \varphi \colon G\to G'} będzie homomorfizmem grup, a {\displaystyle N=\ker \varphi .} Wówczas istnieje jeden i tylko jeden monomorfizm {\displaystyle {\tilde {\varphi }}\colon G/N\to G'} jak w twierdzeniu wyżej i istnieje izomorfizm
{\displaystyle \mathrm {im} \;\varphi \simeq G/\ker \varphi ;}
w szczególności: jeżeli {\displaystyle \varphi } jest epimorfizmem, to {\displaystyle {\tilde {\varphi }}} jest wspomnianym izomorfizmem.
Homomorfizm, którego obraz podgrupy normalnej również jest podgrupą normalną nazywa się normalnym; wszystkie epimorfizmy grup są normalne, istnieją jednak monomorfizmy, które nie są normalne. Każdy homomorfizm ma jądro w sensie kategoryjnym; dlatego dowolny homomorfizm {\displaystyle \varphi } można przedstawić jako złożenie monomorfizmu {\displaystyle {\tilde {\varphi }}} oraz epimorfizmu {\displaystyle \pi .} Wspomniany rozkład, nazywany również faktoryzacją, można przedstawić za pomocą ciągu homomorfizmów: kolejno monomorfizmu i epimorfizmu między grupami {\displaystyle \ker \varphi ,G,G/\ker \varphi ,} przy czym obraz pierwszego z nich jest jądrem drugiego; krótko
{\displaystyle \ker \varphi \;\hookrightarrow \;G\;\twoheadrightarrow \;G/\ker \varphi }
jest krótkim ciągiem dokładnym. Z tego powodu twierdzenie o izomorfizmie nazywa się też twierdzeniem o faktoryzacji. Nazwę można rozumieć dwojako: z jednej strony, jak opisano wyżej, homomorfizm {\displaystyle \varphi } rozkłada się/faktoryzuje na homomorfizmy {\displaystyle {\tilde {\varphi }},\pi } (lub, że {\displaystyle \varphi } dzieli się/faktoryzuje przez {\displaystyle \pi }); z drugiej strony można powiedzieć, że to grupa {\displaystyle G} rozkłada się/faktoryzuje za pomocą pewnego homomorfizmu na jego jądro i obraz – w ogólności {\displaystyle G\simeq \ker \varphi \rtimes G/\ker \varphi } jest iloczynem półprostym. W przypadku grup przemiennych monomorfizmy są zawsze morfizmami normalnymi, dlatego wspomniany rozkład {\displaystyle G\simeq \ker \varphi \times G/\ker \varphi } jest iloczynem prostym ({\displaystyle G\simeq \ker \varphi \oplus G/\ker \varphi } jest sumą prostą w notacji addytywnej).

### Podgrupy
Między zbiorem wszystkich podgrup w {\displaystyle G} zawierających {\displaystyle N} a zbiorem wszystkich podgrup w {\displaystyle G/N} istnieje wzajemnie jednoznaczna odpowiedniość. Niech {\displaystyle \mathrm {Sub} (G/N)} oznacza zbiór podgrup grupy {\displaystyle G/N,} a {\displaystyle \mathrm {Sub} _{N}(G)} oznacza zbiór podgrup grupy {\displaystyle G} zawierających podgrupę {\displaystyle N;} niech podobnie {\displaystyle \mathrm {NSub} (G/N)} oraz {\displaystyle \mathrm {NSub} _{N}(G)} będą zbiorami podgrup normalnych odpowiadającymi poprzednim. Wówczas istnieje bijekcja {\displaystyle (\cdot )^{*}\colon \mathrm {Sub} _{N}(G)\to \mathrm {Sub} (G/N)} dana wzorem
{\displaystyle H^{*}\mapsto H/N}
dla dowolnej podgrupy {\displaystyle H\in \mathrm {Sub} _{N}(G),} tzn. {\displaystyle N\subseteq H\subseteq G.}
Podgrupom {\displaystyle A,B\in \mathrm {Sub} _{N}(G)} odpowiadają zatem {\displaystyle A^{*},B^{*}\in \mathrm {Sub} (G^{*}).} Warunek {\displaystyle A\subseteq B} zachodzi wtedy i tylko wtedy, gdy {\displaystyle A^{*}\subseteq B^{*};} ma też przy tym miejsce równość indeksów {\displaystyle [B:A]=[B^{*}:A^{*}].} Ponadto {\displaystyle (A\cap B)^{*}=A^{*}\cap B^{*}} oraz {\displaystyle (A\Cup B)^{*}=A^{*}\Cup B^{*},} gdzie {\displaystyle A\Cup B} oznacza grupę generowaną przez {\displaystyle A\cup B}. Wreszcie {\displaystyle A\in \mathrm {NSub} _{N}(G)} wtedy i tylko wtedy, gdy {\displaystyle A^{*}\in \mathrm {NSub} (G^{*});} wówczas {\displaystyle B/A} jest izomorficzna z {\displaystyle B^{*}/A^{*},} co jest treścią trzeciego twierdzenia o izomorfizmie.
Przytoczonej listy własności podgrup zachowywanych w powyższej odpowiedniości przy odwzorowaniu na podgrupy grupy ilorazowej nie można uznać za wyczerpującą. Powyższa odpowiedniość jest przykładem połączenia Galois (a nawet odpowiedniości Galois) między kratami podgrup danej grupy i jej ilorazu.

### Nadgrupy
Grupę {\displaystyle G} nazywa się rozszerzeniem grupy {\displaystyle Q} przez {\displaystyle N} wtedy i tylko wtedy, gdy istnieje krótki ciąg dokładny
{\displaystyle N\;\hookrightarrow \;G\;\twoheadrightarrow \;Q,}
gdzie {\displaystyle \hookrightarrow } jest monomorfizmem, {\displaystyle \twoheadrightarrow } jest epimorfizmem grup (zob. homomorfizm grup) oraz obraz pierwszego homomorfizmu jest jądrem drugiego (por. Rozkład). Wtedy {\displaystyle N} jest podgrupą normalną w {\displaystyle G,} zaś {\displaystyle Q} jest izomorficzna z grupą ilorazową {\displaystyle G/N.} Jeżeli {\displaystyle N} zawiera się w centrum {\displaystyle G,} to {\displaystyle G} nazywa się rozszerzeniem centralnym. Idee te dają pewną odpowiedź na tzw. problem rozszerzenia, czyli pytanie o możliwość zrekonstruowania (oraz sposobu samej konstrukcji) w postaci iloczynów prostego lub półprostego grupy {\displaystyle G} z grup, które miałyby pełnić dla niej rolę podgrupy normalnej i grupy ilorazowej (przez wspomnianą podgrupę).

## Przykłady
Podgrupy trywialna {\displaystyle E} i niewłaściwa {\displaystyle G} grupy {\displaystyle G,} które są w niej normalne, dają najprostsze przykłady grup ilorazowych: {\displaystyle G/G} o strukturze grupy trywialnej oraz {\displaystyle G/E} mająca strukturę grupy {\displaystyle G.} Innym przykładem może być grupa ilorazowa {\displaystyle (\mathbb {Z} /n\mathbb {Z} )^{+},} oznaczana zwykle symbolem {\displaystyle \mathbb {Z} _{n},} grupy addytywnej {\displaystyle \mathbb {Z} ^{+}} liczb całkowitych {\displaystyle \mathbb {Z} } przez jej podgrupę normalną {\displaystyle n\mathbb {Z} } wszystkich całkowitych wielokrotności liczby {\displaystyle n.}
| +  | 0  | 4  | 8  | 1  | 5  | 9  | 2  | 6  | 10 | 3  | 7  | 11 |
| 0  | 0  | 4  | 8  | 1  | 5  | 9  | 2  | 6  | 10 | 3  | 7  | 11 |
| 4  | 4  | 8  | 0  | 5  | 9  | 1  | 6  | 10 | 2  | 7  | 11 | 3  |
| 8  | 8  | 0  | 4  | 9  | 1  | 5  | 10 | 2  | 6  | 11 | 3  | 7  |
| 1  | 1  | 5  | 9  | 2  | 6  | 10 | 3  | 7  | 11 | 4  | 8  | 0  |
| 5  | 5  | 9  | 1  | 6  | 10 | 2  | 7  | 11 | 3  | 8  | 0  | 4  |
| 9  | 9  | 1  | 5  | 10 | 2  | 6  | 11 | 3  | 7  | 0  | 4  | 8  |
| 2  | 2  | 6  | 10 | 3  | 7  | 11 | 4  | 8  | 0  | 5  | 9  | 1  |
| 6  | 6  | 10 | 2  | 7  | 11 | 3  | 8  | 0  | 4  | 9  | 1  | 5  |
| 10 | 10 | 2  | 6  | 11 | 3  | 7  | 0  | 4  | 8  | 1  | 5  | 9  |
| 3  | 3  | 7  | 11 | 4  | 8  | 0  | 5  | 9  | 1  | 6  | 10 | 2  |
| 7  | 7  | 11 | 3  | 8  | 0  | 4  | 9  | 1  | 5  | 10 | 2  | 6  |
| 11 | 11 | 3  | 7  | 0  | 4  | 8  | 1  | 5  | 9  | 2  | 6  | 10 |

| + | 0 | 1 | 2 | 3 |
| 0 | 0 | 1 | 2 | 3 |
| 1 | 1 | 2 | 3 | 0 |
| 2 | 2 | 3 | 0 | 1 |
| 3 | 3 | 0 | 1 | 2 |

Niech {\displaystyle \mathbb {R} ^{\times }} oznacza grupę multiplikatywną {\displaystyle \mathbb {R} ,} tj. niezerowych liczb rzeczywistych z działaniem ich mnożenia, zaś {\displaystyle \mathbb {R} _{+}^{\times }} będzie jej podgrupą dodatnich liczb rzeczywistych. Funkcja wartości bezwzględnej {\displaystyle |\ |\colon \mathbb {R} ^{\times }\to \mathbb {R} _{+}^{\times }} dana wzorem {\displaystyle r\mapsto |r|} jest epimorfizmem, a ponadto {\displaystyle \ker |\ |=\{r\in \mathbb {R} ^{\times }\colon |r|=1\}=\{-1,1\}.} Na mocy twierdzenia o izomorfizmie grupę {\displaystyle \mathbb {R} _{+}^{\times }} można utożsamiać z grupą ilorazową {\displaystyle \mathbb {R} ^{\times }/\ker |\ |,} której warstwami są pary liczb przeciwnych {\displaystyle r\ker |\ |=r\{-1,1\}=\{-r,r\}} dla {\displaystyle r\in \mathbb {R} ^{\times },} a ich mnożenie dane jest dla {\displaystyle r,s\in \mathbb {R} ^{\times }} wzorem
{\displaystyle \{-r,r\}\cdot \{-s,s\}=r\{-1,1\}\cdot s\{-1,1\}=rs\{-1,1\}=\{-rs,rs\}.}
Podobnie jak wyżej podgrupa {\displaystyle \mathbb {R} _{+}^{\times }} jest normalna w {\displaystyle \mathbb {R} ^{\times },} a ponadto wyznacza podział {\displaystyle \mathbb {R} ^{\times }} na dwie warstwy dodatnich {\displaystyle \mathbb {R} _{+}} oraz ujemnych {\displaystyle \mathbb {R} _{-}} liczb rzeczywistych; działanie mnożenia warstw można spełnia wtedy
{\displaystyle \mathbb {R} _{+}\cdot \mathbb {R} _{+}=\mathbb {R} _{-}\cdot \mathbb {R} _{-}=\mathbb {R} _{+}\quad {\text{ oraz }}\quad \mathbb {R} _{+}\cdot \mathbb {R} _{-}=\mathbb {R} _{-}\cdot \mathbb {R} _{+}=\mathbb {R} _{-};}
w związku z czym utożsamiając warstwy {\displaystyle \mathbb {R} _{-},\mathbb {R} _{+}} z reprezentującymi je odpowiednio liczbami {\displaystyle -1,1} ustala się izomorfizm grupy ilorazowej {\displaystyle \mathbb {R} ^{\times }/\mathbb {R} _{+}^{\times }} z podgrupą {\displaystyle \{-1,1\}} grupy {\displaystyle \mathbb {R} ^{\times }.} Dlatego epimorfizm {\displaystyle \varphi \colon \mathbb {R} ^{\times }\to \{-1,1\}} o jądrze {\displaystyle \mathbb {R} _{+}^{\times }} to w istocie funkcja signum (funkcja znaku) dla niezerowej liczby rzeczywistej.

## Uogólnienia
Konstrukcja grupy ilorazowej jest punktem wyjścia dla analogicznych struktur, których podstawą jest pewna grupa. Jest tak w przypadku pierścieni, które są grupami przemiennymi (ze względu na dodawanie) z dodatkowym działaniem mnożenia, modułów będących grupami przemiennymi z dodatkowym działaniem mnożenia przez skalary należące do ustalonego pierścienia, które jest zgodne z pozostałymi działaniami, czy przestrzeni liniowych będących modułami, w których pierścień zastąpiono ciałem. Dlatego w ilorazowych: pierścieniu, module, przestrzeni liniowej część teorii dotyczącą struktury grupowej można przyjąć jako daną z góry (w powyższych przykładach: działanie dodawania) skupiając się wyłącznie na zapewnieniu zgodności pozostałych działań w danej strukturze ilorazowej.
Wprowadzając relację równoważności w obiekcie matematycznym danej kategorii dąży się, by uzyskany zbiór ilorazowy był strukturą tego samego rodzaju, co struktura wyjściowa – jak przedstawiono to w tym artykule w przypadku grup. Przykładowo w przestrzeniach topologicznych obecna jest, zwykle niealgebraiczna, struktura nazywana topologią; zadając na niej relację równoważności uzyskuje się przestrzeń ilorazową, czyli zbiór ilorazowy z tzw. topologią ilorazową, tzn. najmniejszą topologią pochodzącą od topologii przestrzeni wyjściowej, dla której odwzorowanie ilorazowe zachowywałoby strukturę topologiczną, tj. było ciągłe (jest to odpowiednik żądania, by odwzorowanie ilorazowe dla grup zachowywało ich strukturę algebraiczną, czyli było homomorfizmem). Jeżeli przestrzeń topologiczna ma również strukturę grupową, jak ma to miejsce w przypadku struktur mieszanych takich jak grupy topologiczne, czy przestrzenie liniowo-topologiczne, to wymaga się zwykle zachowania obu struktur i związków między nimi (w tym przypadku żądając najczęściej, by odwzorowanie ilorazowe było ciągłym homomorfizmem).
Z drugiej strony ze strukturami algebraicznymi wiąże się struktury topologiczne ułatwiające badanie własności algebr za pomocą topologii, tego rodzaju struktury nazywa się często „spektrami” („widmami”), np. przestrzeń Stone’a dla algebr Boole’a, przestrzeń/spektrum Gelfanda dla C*-algebr (zob. twierdzenie Banacha-Stone’a), przestrzeń/spektrum Berkowicza dla pierścieni Banacha, czy spektrum dowolnego pierścienia przemiennego albo powierzchnia Riemanna (z topologią Zariskiego) dla rozszerzeń ciał.
Zrezygnowanie z warunku normalności podgrupy względem grupy daje strukturę nazywaną przestrzenią jednorodną.